# Mura (Spanyolország)
Mura település Spanyolországban, Barcelona tartományban. Lakosainak száma 232 fő (2024).

## Földrajza
Mura Talamanca, Monistrol de Calders, Granera, Sant Llorenç Savall, Matadepera, Terrassa, Vacarisses, Rellinars, Sant Vicenç de Castellet és El Pont de Vilomara i Rocafort községekkel határos.

## Látnivalók
A Sant Llorenc natúrpark területén található település számos középkori épületéről nevezetes, közülük is kiemelkedik a Sant Martí-templom, egy évezredes vár és a Szent Antal-kápolna. A környék ismert borairól is.

## Népesség
A település lakosságának változását az alábbi diagram mutatja:
| Lakosok száma | 231  | 731  | 401  | 308  | 163  | 212  | 238  | 211  | 224  | 232  |
|               | 1717 | 1887 | 1936 | 1960 | 1986 | 2004 | 2009 | 2014 | 2019 | 2024 |